# Alexander Selkirk

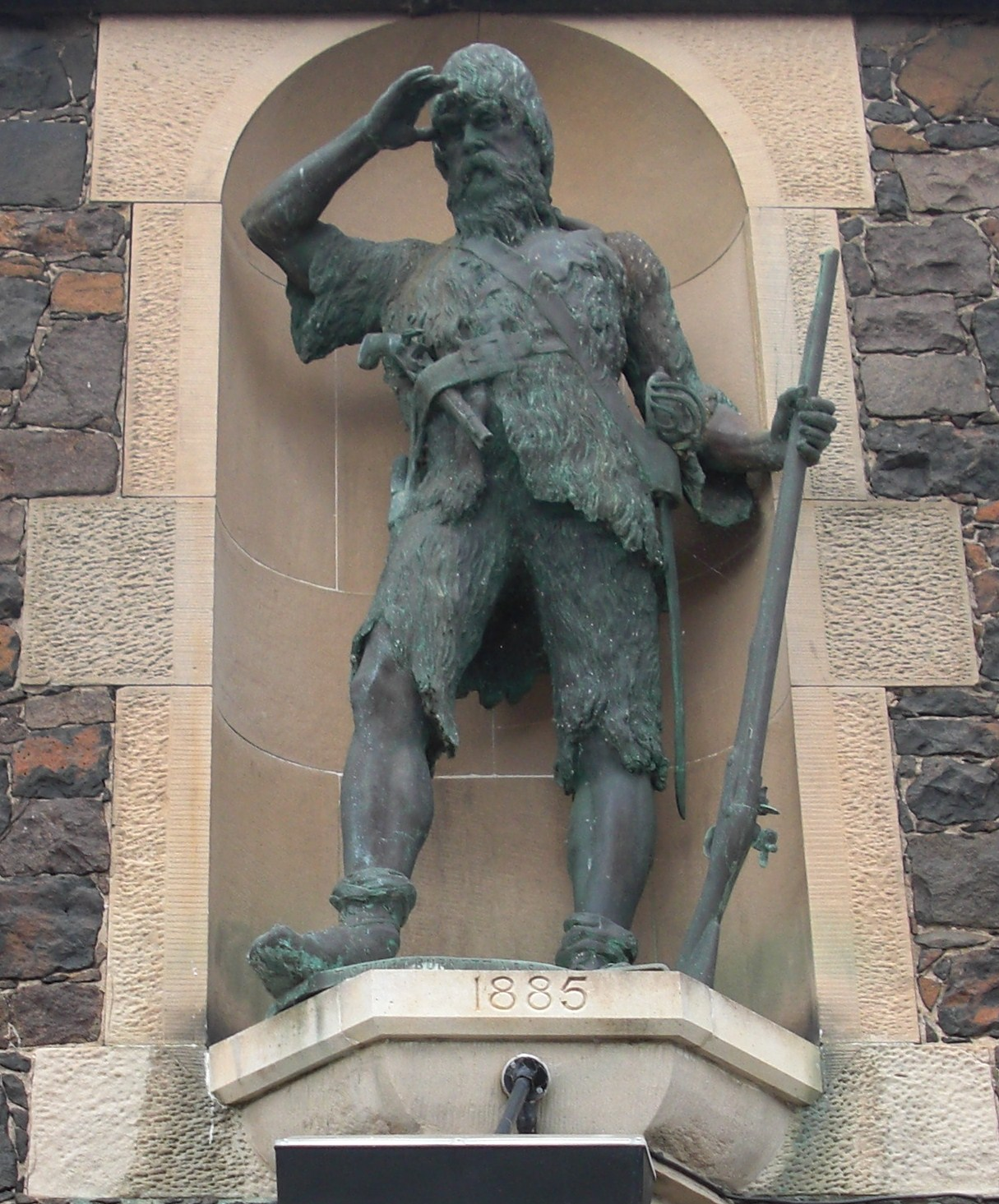
Statue Alexander Selkirks im Geburtsort Lower Largo

Alexander Selkirk (eigentlich Selcraig, * 1676 in Lower Largo, Fife, Schottland; † 13. Dezember 1721 an Bord des Schiffes Weymouth) war ein schottischer Seefahrer und Abenteurer. Er gilt als Vorbild für Daniel Defoes Figur Robinson Crusoe aus dem gleichnamigen Roman sowie für weitere Robinsonaden.

## Leben

### Jugend
Alexander Selkirk wuchs als sechster und jüngster Sohn eines schottischen Schuhmachers und Gerbereibesitzers auf. Über seine Kindheit und Jugend ist nur wenig bekannt. Er soll streitsüchtig und ungehorsam gewesen sein. Am 11. April 1696 wurde er wegen ungebührlichen Verhaltens in der Kirche vor die Kirchenversammlung geladen.

### Seemann
Ab 1695 fuhr er zur See und hatte früh Kontakte zu Bukanieren. Da er wegen Trunkenheit und Schlägereien an Land häufig mit dem Gesetz in Konflikt kam, heuerte er 1703 auf dem englischen Kaperschiff St. George unter Kapitän William Dampier als Segelmeister an, um der britischen Gerichtsbarkeit zu entgehen. Die St. George wurde von der kleineren Cinque Ports unter Kapitän Thomas Stradling begleitet. Ausgestattet mit einem Kaperbrief der britischen Krone sollte sie vor der Küste Südamerikas französische und spanische Schiffe aufbringen.

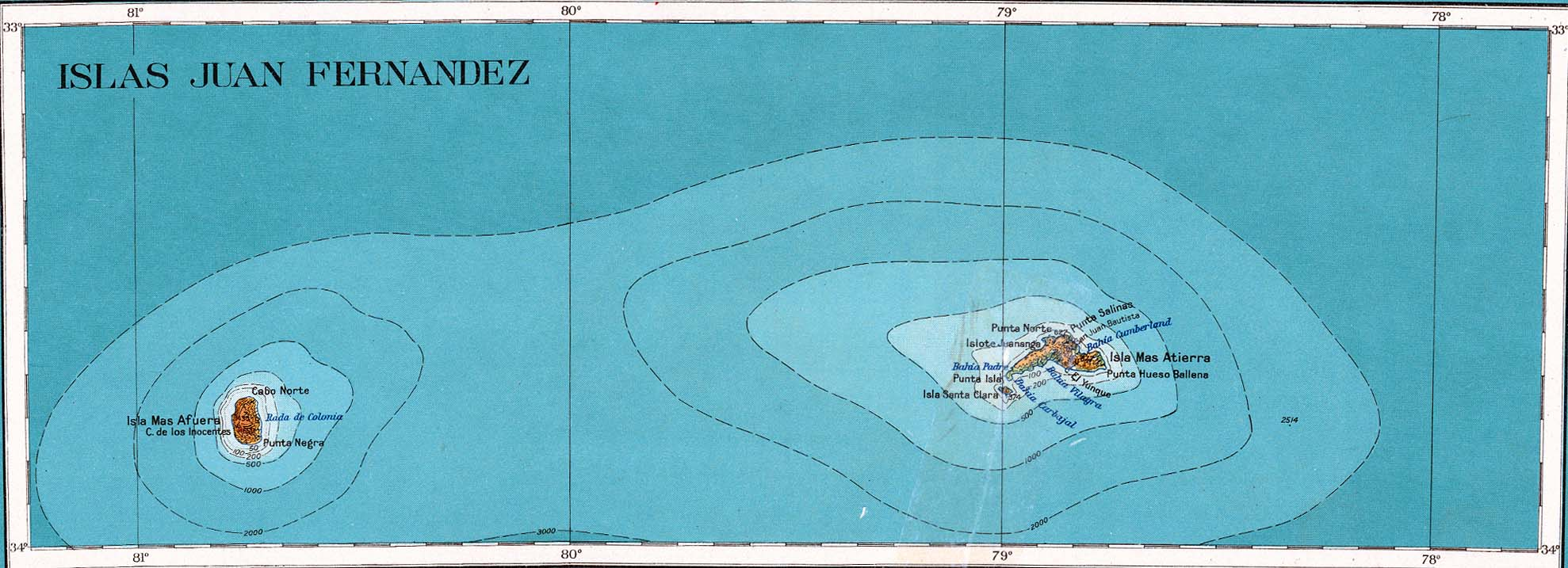
Karte der Juan-Fernández-Inseln

Als der Beutezug erfolglos blieb, geriet Selkirk mit Dampier in Streit und wechselte auf die Cinque Ports. Im Oktober 1704 erreichten die Schiffe den heutigen Juan-Fernández-Archipel westlich der chilenischen Küste im Pazifik. Sie benötigten Lebensmittel und Süßwasser.
Als man auf der unbewohnten Isla Más a Tierra landete, stellte sich heraus, dass der Rumpf des Schiffes durch Bohrmuscheln beschädigt war. Selkirk beschloss, auf der Insel zu bleiben, und versuchte, weitere Schiffskameraden zum Bleiben zu überreden, da er befürchtete, das Schiff könnte sinken. Als er erkannte, dass er mit seiner Meinung allein stand, soll er einer Anekdote nach ausgerufen haben: „Ich habe es mir anders überlegt.“ „Ich aber nicht“, erwiderte der Kapitän kühl und ließ sich zum Schiff zurückrudern. Wie sich herausstellte, hatte Selkirk die richtige Wahl getroffen, da das Schiff wenig später sank und fast die gesamte Mannschaft ertrank.

### Robinsonade
Da die Insel ausreichend Trinkwasser, Früchte, Fisch und Robben bot und Selkirk entsprechendes Geschick in der Ausnutzung dieser Ressourcen bewies, gelang es ihm, vier Jahre und vier Monate auf der Insel zu überleben. Selkirk soll über folgende Ausrüstungsgegenstände verfügt haben: eine Muskete mit Schießpulver und Kugeln, Tabak, Feuerstein, Zusatzkleidung, ein Beil, ein Messer, einen Kochkessel und eine Bibel.
Zunächst blieb Selkirk in Strandnähe, weil er Geräusche hörte, die er gefährlichen Tieren zuschrieb. Er lebte in einer kleinen Höhle und ernährte sich von Schalentieren. Jeden Tag suchte er das Meer nach Schiffen ab und litt unter Einsamkeit und Depressionen. Möglicherweise gaben sich am Strand paarende Seelöwen ihm den Antrieb, ins Innere der Insel zu gehen.
Dort wurde sein Leben bedeutend besser. Juan-Fernández-Ziegen lieferten Fleisch und Milch; Pastinaken, Rettich und Pfefferbeeren boten Abwechslung. Eingeschleppte Ratten belästigten und bissen ihn nachts, bis er verwilderte Katzen zähmte.
Selkirk machte außergewöhnlich guten Gebrauch von dem, was er vom Schiff mitgenommen hatte, und von dem, was ihm später die Insel lieferte. Er zimmerte zwei Hütten aus Pimentbäumen und verwendete Muskete und Messer zum Jagen und Ausweiden der Ziegen. Als ihm das Schießpulver ausging, musste er sie mit der Hand fangen. Dabei stolperte er von einer Klippe und blieb einen Tag bewusstlos liegen, glücklicherweise war er auf seine Beute gefallen, was ihm noch schwerere Verletzungen ersparte.
Selkirk las häufig in der Bibel, was vorteilhaft für seinen Gemütszustand war und ihn weiter menschliche Sprache verwenden ließ. Als seine Kleider zerschlissen, fertigte er ein Gewand aus Ziegenleder an, wobei er einen Nagel zum Nähen verwendete. Als seine Schuhe unbrauchbar geworden waren, benötigte er keine neuen, da seine Füße eine harte Hornhaut bekommen hatten. Er schmiedete sich ein neues Messer aus eisernen Fassringen, die am Strand zurückgeblieben waren.

### Rettung und späteres Leben
1707 sichtete Selkirk erstmals ein Schiff. Es handelte sich um Spanier. Sie entdeckten Selkirk und verfolgten ihn bis in den Insel-Urwald, wo sie seine Spur verloren. Als Brite und Kaperfahrer sah er sie als Feinde.
Das britische Kaperschiff Duke unter Kapitän Woodes Rogers und mit William Dampier als Navigator ging am 2. Februar 1709 vor der Insel vor Anker. Selkirks Rettung, bei der er beinahe aus Versehen erschossen wurde, ist im Logbuch der Duke detailliert überliefert, ebenso die Lage seines Lagers, etwa eine Stunde von der Küste entfernt. Rogers nahm Selkirk auf und brachte ihn in die Zivilisation zurück. Er machte ihn möglicherweise zu seinem Gehilfen und übertrug ihm das Kommando über eine seiner Prisen.

1712 wurde das Buch Cruising Voyage von Woodes Rogers veröffentlicht, das einen Bericht über Selkirks Abenteuer enthielt. Einen weiteren zeitgenössischen Bericht verfasste der Journalist Richard Steele, der von Selkirks gelassener und ernsthafter Ausstrahlung sehr beeindruckt war, im Jahr 1713 für die Zeitschrift The Englishman:
Als ich ihn das erste Mal sah, dachte ich: Auch ohne sein Wesen oder seine Geschichte zu kennen, hätte ich an seiner Ausstrahlung und Haltung erkannt, dass er fern von menschlicher Gesellschaft gelebt hatte. Einen tiefen, doch heiteren Ernst strahlte er aus, und zugleich eine gewisse Gleichgültigkeit gegenüber den gewöhnlichen Dingen um ihn her ...
(When I first saw him, I thought if I had not been let into his character and story, I could have discerned that he had been much separated from company, from his aspect and gesture; there was a strong but cheerful seriousness in his look, and a certain disregard to the ordinary things about him ...)
Wieder in der Heimat, setzte Selkirk bald seinen ursprünglichen Lebenswandel fort. 1717 war er in seinen Geburtsort Lower Largo zurückgekehrt, blieb aber nur einige Monate. Er traf im Alter von 41 Jahren das 16-jährige Milchmädchen Sophia Bruce und entlief mit seiner Geliebten nach London. Doch binnen eines Jahres war er wieder auf See. Bei einem Besuch in Plymouth heiratete er eine verwitwete Gastwirtin. Daraufhin wurde er des Heiratsschwindels bezichtigt und entzog sich einem möglichen Prozess vermutlich durch neuerliches Anheuern.
Selkirk starb am 13. Dezember 1721 als Leutnant an Bord des britischen Kriegsschiffs Weymouth, angeblich an Gelbfieber. Er erhielt ein Seemannsgrab vor der afrikanischen Westküste.

## Archäologie
Im Jahr 2005 fanden der Archäologe David Caldwell und der Enthusiast Daisuke Takahashi auf einer gemeinsamen Grabungsexpedition Selkirks Lagerplatz in 300 Metern Höhe am Berghang. Einer ihrer Funde war ein Teil eines Stechzirkels, den sie Selkirk zuordneten. Demgegenüber gehen die Kieler Geoarchäologen Andreas Mieth und Hans-Rudolf Bork davon aus, dass die Selkirk zugeschriebene Behausung Überrest eines spanischen Stützpunktes ist. Ihre Forschungen im Jahr 2011 legen außerdem nahe, dass eine Strandhöhle, in der Selkirk sich aufgehalten haben soll, höchstwahrscheinlich von englischen Seefahrern in den Fels gesprengt wurde.

## Ehrungen

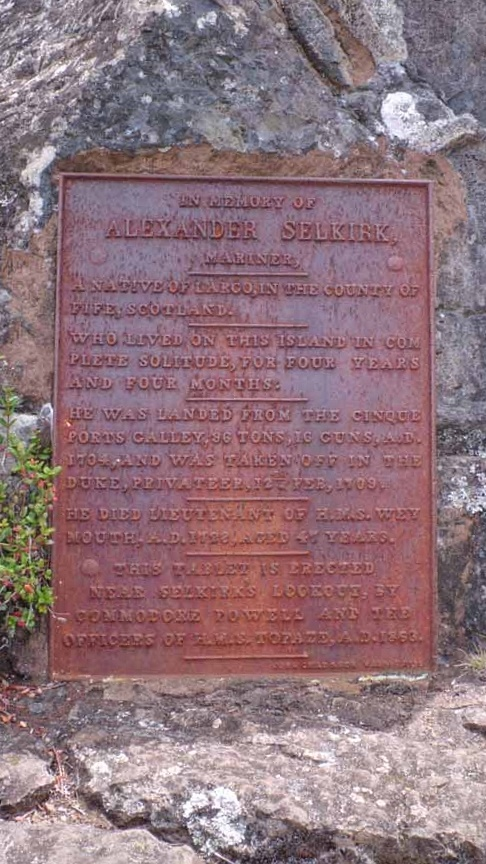
Gedenktafel für Alexander Selkirk an seinem Aussichtspunkt auf der Robinson-Crusoe-Insel

- 1966 wurde die Insel, auf der Selkirk gelebt hatte, in Robinson Crusoe umbenannt. Ein Gedenkstein erinnert dort heute an sein Schicksal. Die unbewohnte Isla Más Afuera, die westlichste der Juan-Fernández-Inseln, ist inzwischen zu Ehren des schottischen Seefahrers in Alejandro Selkirk umbenannt worden. Auch die Pflanzengattung Selkirkia Hemsl. aus der Familie der Raublattgewächse (Boraginaceae) ist nach ihm benannt worden.[5]